# Daniel Southworth
Daniel Southworth (ur. 2 września 1974 w Kolorado) – amerykański aktor filmowy, telewizyjny i głosowy, kaskader i zawodnik sztuk walki. Znany jest głównie z roli Erica Myersa/Quantum Rangera w serialu Power Rangers Time Force. Powtórzył tę rolę również w serialu Power Rangers Wild Force.